# Daniela Comani
Daniela Comani (* 1965 in Bologna, Italien) ist eine italienische Künstlerin.

## Leben
Sie studierte an der Akademie der Künste in Bologna und an der Hochschule der Künste Berlin. Sie lebt in Berlin.
Daniela Comani arbeitet mit Fotografie, Video, Zeichnung, Installationen und Text. In ihrem Werk setzt sie sich u. a. mit den Themen Geschichte und Geschlechterrollen auseinander.

## Werke (Auswahl)
- Ich war's. Tagebuch 1900–1999, 2002
- Eine glückliche Ehe, fortlaufende Serie seit 2003
- Neuerscheinungen hrsg. von Daniela Comani, fortlaufende Serie seit 2008
- My Film History – Daniela Comani's Top 100 Films, 2012
- Planet Earth: 21st Century, 2019
- Orlando's Library, ortsspezifische Installation, seit 2021

## Ausstellungen (Auswahl)
- 1992 – 37 Räume, Kunst-Werke Berlin
- 1993 – More than zero, Le Magasin, Centre National d’Art Contemporain, Grenoble
- 1996 – Lesen, Kunsthalle St. Gallen, CH
- 2006 – Das Achte Feld – Geschlechter, Leben und Begehren in der Kunst seit 1960, Museum Ludwig, Köln
- 2007 – History will repeat itself, Hartware MedienKunstVerein, Dortmund und Kunst-Werke Berlin
- 2007 – Ich war’s, In 32 Tagen um den Alexanderplatz, NGBK / U2 Alexanderplatz, Berlin (E)
- 2008 – Transmediale 08 – conspire!, Haus der Kulturen der Welt, Berlin
- 2008 – Bildpolitiken, Salzburger Kunstverein, Salzburg
- 2008 – HeartQuake, Museum on the Seam, Jerusalem
- 2008 – Focus on Contemporary Italian Art, MAMbo – Museo d'Arte Moderna, Bologna
- 2010 – Courier, University Art Museum, University at Albany, State University of New York
- 2010 – C'était moi. Journal 1900–1999, Centre d'Art Passerelle, Brest (E)
- 2011 – 54. Biennale di Venezia / Repubblica di San Marino Pavilion, Venedig
- 2011 – Doublespeak, Utah Museum of Contemporary Art, Salt Lake City, Utah
- 2012 – Le Printemps de Septembre: History is Mine! Musée Les Abattoirs, Toulouse
- 2013 – Autoritratti. Iscrizioni del femminile nell’arte italiana contemporanea, MAMbo – Museo d'Arte Moderna, Bologna
- 2014 – Daniela Comani: Ich war's. Tagebuch 1900-1999, dkw – Kunstmuseum Dieselkraftwerk, Cottbus (E)
- 2014 – Love, Wilhelm-Hack-Museum, Ludwigshafen am Rhein
- 2015 – SELF: Portraits of Artists in their Absence, National Academy Museum, New York
- 2015 – Unprotected Zone, Museum on the Seam, Jerusalem
- 2016 – My Diary - Your News, OSA Archivum and Goethe Institut, Budapest (E)
- 2016 - ... und eine Welt noch, Kunsthaus Hamburg, Hamburg
- 2017 - Faktor X - Das Chromosom in der Kunst, Haus der Kunst, München
- 2019 - Vergessen - warum wir nicht alles erinnern, Historisches Museum Frankfurt, Frankfurt am Main
- 2029 - POLITICAL AFFAIRS - Language is not innocent, Kunstverein in Hamburg, Hamburg
- 2020 - Metropolis, Museum on the Seam, Jerusalem
- 2020 - Illusionen der Beobachtung: Daniela Comani, Kata Geibl, Sanna Kannisto, Museum für Photographie, Braunschweig
- 2022 - YOU ARE MINE, Galleria Nazionale d’Arte Moderna e Contemporanea, Rom (solo)
- 2023 - Planet Earth: 21st Century, Museum Folkwang, Essen (E)
- 2024 - Überall und nirgendwo, Neues Museum Nürnberg, Nürnberg
- 2024 - Orlando's Library, Genova Palazzo Ducale, Genua (E)
- 2024 - Bangkok Art Biennale, Bangkok Art and Culture Centre, Bangkok

## Künstlerbücher und Veröffentlichungen (Auswahl)
- Orlando's Library - Vol. 2 Danilo Montanari Editore, 2024, ISBN 979-12-80750-64-8.
- You Are Mine, Monroe Books, Berlin, 2024, ISBN 978-3-946950-17-2.
- Perturbazione/Disturbance, Danilo Montanari Editore, 2023, ISBN 979-12-80750-34-1.
- Daniela Comani: A-Z, Danilo Montanari Editore, 2023, ISBN 979-12-80750-15-0.
- 35q di bronzo (3.5 Tons of Bronze), Danilo Montanari Editore, 2021, ISBN 978-88-85449-92-3.
- The Beginning The End, Monroe Books, Berlin, 2020, ISBN 978-3-946950-07-3
- Planet Earth: 21st Century, Humboldt Books, Milano, 2019, ISBN 978-88-99385-72-9.
- 1975 – Diario di strada / Diary from the Road, Archive Books, Berlin, 2017,  ISBN 978-3-943620-66-5.
- It Was Me. Diary 1900–1999 / Sono stata io. Diario 1900–1999,  Archive Books, Berlin, 2016, ISBN 978-3-943620-49-8.
- Sunsets. Edition Patrick Frey, Zürich, 2016, ISBN 978-3-906803-17-3.
- Eine glückliche Ehe / Un matrimonio felice / A Happy Marriage. Edition Patrick Frey, Zürich 2014, ISBN 978-3-905929-52-2.
- My Film History – Daniela Comani's Top 100 Films. Revolver Publishing, Berlin 2013, ISBN 978-3-86895-301-5.
- Novità editoriali a cura di Daniela Comani. Maurizio Corraini s.r.l., Mantua 2012, ISBN 978-88-7570-360-8.
- Neuerscheinungen hrsg. von Daniela Comani. Edition Patrick Frey, Zürich 2009, ISBN 978-3-905509-78-6.
- It was me. Diary 1900–1999. Maurizio Corraini s.r.l., Mantua 2007, ISBN 978-88-7570-127-7.
- Sono stata io. Diario 1900–1999. Maurizio Corraini s.r.l., Mantua 2007, ISBN 978-88-7570-126-0.
- comanicasino. REVOLVER Archiv für aktuelle Kunst, Frankfurt am Main 2006, ISBN 3-86588-293-5.
- Ich war’s. Tagebuch 1900–1999. REVOLVER Archiv für aktuelle Kunst, Frankfurt am Main 2005, ISBN 3-86588-138-6.
- Double Drawings. Vice Versa, Berlin 2000, ISBN 3-932809-17-3.